# قائمة قرارات مجلس الأمن التابع للأمم المتحدة من 1701 إلى 1800
هذه قائمة قرارات مجلس أمن الأمم المتحدة رقم 1701 إلى 1800 المعتمدة في الفترة بين 11 أغسطس 2006 و20 فبراير 2008.

## القائمة
| القرارات | التاريخ        | التصويت                                                     | الاهتمامات                                                                                  |
| -------- | -------------- | ----------------------------------------------------------- | ------------------------------------------------------------------------------------------- |
| 1701     | 11 أغسطس 2006  | 15-0-0                                                      | المطالبة بوقف إطلاق النار في حرب لبنان 2006                                                 |
| 1702     | 15 أغسطس 2006  | 15-0-0                                                      | تمدد ولاية بعثة الأمم المتحدة لتحقيق الاستقرار في هايتي                                     |
| 1703     | 18 أغسطس 2006  | 15-0-0                                                      | تمدد ولاية مكتب الأمم المتحدة في تيمور الشرقية                                              |
| 1704     | 25 أغسطس 2006  | 15-0-0                                                      | إنشاء بعثة الأمم المتحدة المتكاملة في تيمور الشرقية                                         |
| 1705     | 29 أغسطس 2006  | 15-0-0                                                      | شروط القضاة في المحكمة الجنائية الدولية لرواندا                                             |
| 1706     | 31 أغسطس 2006  | 12–0–3 (الممتنعون عن التصويت: الصين، قطر، روسيا)            | توسيع ولاية بعثة الأمم المتحدة في السودان لتشمل عمليات النشر في دارفور                      |
| 1707     | 12 سبتمبر 2006 | 15-0-0                                                      | الإذن الممنوح إلى قوة المساعدة الأمنية الدولية في أفغانستان                                 |
| 1708     | 14 سبتمبر 2006 | 15-0-0                                                      | تمدد ولاية مجموعة خبراء مراقبة العقوبات ضد ساحل العاج                                       |
| 1709     | 22 سبتمبر 2006 | 15-0-0                                                      | تمديد ولاية بعثة الأمم المتحدة في السودان                                                   |
| 1710     | 29 سبتمبر 2006 | 15-0-0                                                      | تمديد ولاية بعثة الأمم المتحدة في إثيوبيا وإريتريا                                          |
| 1711     | 29 سبتمبر 2006 | 15-0-0                                                      | تمدد ولاية بعثة منظمة الأمم المتحدة في جمهورية الكونغو الديمقراطية                          |
| 1712     | 29 سبتمبر 2006 | 15-0-0                                                      | تمديد ولاية بعثة الأمم المتحدة في ليبيريا                                                   |
| 1713     | 29 سبتمبر 2006 | 15-0-0                                                      | تمدد ولاية لجنة مراقبة العقوبات ضد دارفور السودان                                           |
| 1714     | 6 أكتوبر 2006  | 15-0-0                                                      | تمديد ولاية بعثة الأمم المتحدة في السودان                                                   |
| 1715     | 9 أكتوبر 2006  | تم تبنيها بواسطة التسجيل                                    | تعيين بان كي مون الأمين العام للأمم المتحدة                                                 |
| 1716     | 13 أكتوبر 2006 | 15-0-0                                                      | تمديد ولاية بعثة مراقبي الأمم المتحدة في جورجيا                                             |
| 1717     | 13 أكتوبر 2006 | 15-0-0                                                      | شروط القضاة في المحكمة الجنائية الدولية لرواندا                                             |
| 1718     | 14 أكتوبر 2006 | 15-0-0                                                      | فرض عقوبات على كوريا الشمالية بعد ادعاء تجربة نووية في كوريا الشمالية                       |
| 1719     | 25 أكتوبر 2006 | 15-0-0                                                      | إنشاء مكتب الأمم المتحدة المتكامل في بوروندي                                                |
| 1720     | 31 أكتوبر 2006 | 15-0-0                                                      | تمديد ولاية بعثة الأمم المتحدة للاستفتاء في الصحراء الغربية                                 |
| 1721     | 1 نوفمبر 2006  | 15-0-0                                                      | عملية السلام في ساحل العاج                                                                  |
| 1722     | 21 نوفمبر 2006 | 15-0-0                                                      | يمتد ولاية يوفور ألثينا لمدة 12 شهرًا                                                        |
| 1723     | 28 نوفمبر 2006 | 15-0-0                                                      | تمدّد تصريح القوات المتعددة الجنسيات في العراق                                               |
| 1724     | 29 نوفمبر 2006 | 15-0-0                                                      | إعادة تأسيس فريق خبراء لرصد حظر توريد الأسلحة ضد الصومال                                    |
| 1725     | 6 ديسمبر 2006  | 15-0-0                                                      | تأذن لمهمة التدريب والحماية في الصومال                                                      |
| 1726     | 15 ديسمبر 2006 | 15-0-0                                                      | تمديد ولاية عملية الأمم المتحدة في كوت ديفوار وقوات فرنسا                                   |
| 1727     | 15 ديسمبر 2006 | 15-0-0                                                      | تمديد ولاية لجنة خبراء مراقبة العقوبات ضد ساحل العاج                                        |
| 1728     | 15 ديسمبر 2006 | 15-0-0                                                      | تمديد ولاية قوة الأمم المتحدة لحفظ السلام في قبرص                                           |
| 1729     | 15 ديسمبر 2006 | 15-0-0                                                      | تمدد ولاية قوة الأمم المتحدة لمراقبة فض الاشتباك                                            |
| 1730     | 19 ديسمبر 2006 | 15-0-0                                                      | القضايا العامة المتعلقة بالجزاءات                                                           |
| 1731     | 20 ديسمبر 2006 | 15-0-0                                                      | تجديد حظر الأسلحة، حظر السفر والسفن ضد ليبيريا                                              |
| 1732     | 21 ديسمبر 2006 | 15-0-0                                                      | القضايا العامة المتعلقة بالجزاءات                                                           |
| 1733     | 22 ديسمبر 2006 | تم تبنيها بواسطة التسجيل                                    | تكريم الأمين العام السابق كوفي عنان                                                         |
| 1734     | 22 ديسمبر 2006 | 15-0-0                                                      | تمديد ولاية مكتب الأمم المتحدة المتكامل في سيراليون                                         |
| 1735     | 22 ديسمبر 2006 | 15-0-0                                                      | إجراءات ضد القاعدة وطالبان                                                                  |
| 1736     | 22 ديسمبر 2006 | 15-0-0                                                      | زيادة قوة بعثة منظمة الأمم المتحدة في جمهورية الكونغو الديمقراطية                           |
| 1737     | 23 ديسمبر 2006 | 15-0-0                                                      | العقوبات على إيران بسبب البرنامج النووي الإيراني                                            |
| 1738     | 23 ديسمبر 2006 | 15-0-0                                                      | إدانة الهجمات ضد الصحافة في حالات النزاع                                                    |
| 1739     | 10 يناير 2007  | 15-0-0                                                      | تمديد ولاية عملية الأمم المتحدة في كوت ديفوار وقوات فرنسا                                   |
| 1740     | 23 يناير 2007  | 15-0-0                                                      | تأسيس بعثة الأمم المتحدة في نيبال                                                           |
| 1741     | 30 يناير 2007  | 15-0-0                                                      | تمديد ولاية بعثة الأمم المتحدة في إثيوبيا وإريتريا                                          |
| 1742     | 15 فبراير 2007 | 15-0-0                                                      | تمدد ولاية بعثة منظمة الأمم المتحدة في جمهورية الكونغو الديمقراطية                          |
| 1743     | 15 فبراير 2007 | 15-0-0                                                      | تمدد ولاية بعثة الأمم المتحدة لتحقيق الاستقرار في هايتي                                     |
| 1744     | 21 فبراير 2007 | 15-0-0                                                      | الإطن لبعثة الاتحاد الأفريقي في الصومال                                                     |
| 1745     | 22 فبراير 2007 | 15-0-0                                                      | تمدد ولاية بعثة الأمم المتحدة المتكاملة في تيمور الشرقية؛ والزيادة من القوة                 |
| 1746     | 23 مارس 2007   | 15-0-0                                                      | تمديد ولاية بعثة الأمم المتحدة للمساعدة في أفغانستان                                        |
| 1747     | 24 مارس 2007   | 15-0-0                                                      | مزيد من العقوبات على إيران بسبب البرنامج النووي الإيراني                                    |
| 1748     | 27 مارس 2007   | 15-0-0                                                      | تمدد ولاية لجنة التحقيق الدولية المستقلة التابعة للأمم المتحدة في لبنان                     |
| 1749     | 28 مارس 2007   | 15-0-0                                                      | انتهى الشرط الخاص بالإشعار بصادرات السلاح إلى رواندا                                        |
| 1750     | 30 مارس 2007   | 15-0-0                                                      | تمديد ولاية بعثة الأمم المتحدة في ليبيريا                                                   |
| 1751     | 13 أبريل 2007  | 15-0-0                                                      | تمدد ولاية بعثة منظمة الأمم المتحدة في جمهورية الكونغو الديمقراطية                          |
| 1752     | 13 أبريل 2007  | 15-0-0                                                      | تمديد ولاية بعثة مراقبي الأمم المتحدة في جورجيا                                             |
| 1753     | 27 أبريل 2007  | 15-0-0                                                      | رفع الحظر على استيراد الماس من ليبيريا                                                      |
| 1754     | 30 أبريل 2007  | 15-0-0                                                      | تمديد ولاية بعثة الأمم المتحدة للاستفتاء في الصحراء الغربية                                 |
| 1755     | 30 أبريل 2007  | 15-0-0                                                      | تمديد ولاية بعثة الأمم المتحدة في السودان                                                   |
| 1756     | 15 مايو 2007   | 15-0-0                                                      | تمدد ولاية بعثة منظمة الأمم المتحدة في جمهورية الكونغو الديمقراطية                          |
| 1757     | 30 مايو 2007   | 10–0–5 (امتناع: الصين، إندونيسيا، قطر، روسيا، جنوب أفريقيا) | إنشاء المحكمة الخاصة بلبنان لمقاضاة المسؤولين عن اغتيال رفيق الحريري                        |
| 1758     | 15 يونيو 2007  | 15-0-0                                                      | تمديد ولاية قوة الأمم المتحدة لحفظ السلام في قبرص                                           |
| 1759     | 20 يونيو 2007  | 15-0-0                                                      | تجدد ولاية قوة الأمم المتحدة لمراقبة فض الاشتباك                                            |
| 1760     | 20 يونيو 2007  | 15-0-0                                                      | إعادة تأسيس فريق خبراء يراقب عقوبات الماس والأخشاب ضد ليبيريا                               |
| 1761     | 20 يونيو 2007  | 15-0-0                                                      | تمديد ولاية لجنة الخبراء المعنية بفحص الأسلحة والجزاءات المفروضة على الماس، ساحل العاج      |
| 1762     | 29 يونيو 2007  | 14–0–1 (امتناع: روسيا)                                      | انهاء هيئة الأمم المتحدة للرصد والتحقق والتفتيش في العراق                                   |
| 1763     | 29 يونيو 2007  | 15-0-0                                                      | تمديد ولاية عملية الأمم المتحدة في كوت ديفوار وقوات فرنسا                                   |
| 1764     | 29 يونيو 2007  | 15-0-0                                                      | تعيين ميروسلاف لاجاك الممثل الأعلى للبوسنة والهرسك                                          |
| 1765     | 16 يوليو 2007  | 15-0-0                                                      | تمديد ولاية عملية الأمم المتحدة في كوت ديفوار وقوات فرنسا                                   |
| 1766     | 23 يوليو 2007  | 15-0-0                                                      | تمدد ولاية فريق الخبراء المعني بالرصد حظر توريد الأسلحة ضد الصومال                          |
| 1767     | 30 يوليو 2007  | 15-0-0                                                      | تمديد ولاية بعثة الأمم المتحدة في إثيوبيا وإريتريا                                          |
| 1768     | 31 يوليو 2007  | 15-0-0                                                      | تمديد حظر الأسلحة ضد جمهورية الكونغو الديمقراطية                                            |
| 1769     | 31 يوليو 2007  | 15-0-0                                                      | تأذن بنشر العملية المشتركة بين الاتحاد الأفريقي والأمم المتحدة في دارفور                    |
| 1770     | 10 أغسطس 2007  | 15-0-0                                                      | تمدد ولاية بعثة الأمم المتحدة للمساعدة في العراق                                            |
| 1771     | 10 أغسطس 2007  | 15-0-0                                                      | تجديد حظر الأسلحة ضد جمهورية الكونغو الديمقراطية                                            |
| 1772     | 20 أغسطس 2007  | 15-0-0                                                      | تأذن باستمرار بعثة الاتحاد الأفريقي إلى الصومال                                             |
| 1773     | 24 أغسطس 2007  | 15-0-0                                                      | تمدد ولاية قوة الأمم المتحدة المؤقتة في لبنان                                               |
| 1774     | 14 سبتمبر 2007 | 15-0-0                                                      | إعادة تعيين حسن بوبكر جالو كمدعي عام المحكمة الجنائية الدولية لرواندا                       |
| 1775     | 14 سبتمبر 2007 | 14–0–1 (امتناع: روسيا)                                      | تمديد فترة كارلا ديل بونتي كمدعية عامة للمحكمة الجنائية الدولية ليوغوسلافيا السابقة         |
| 1776     | 19 سبتمبر 2007 | 14–0–1 (امتناع: روسيا)                                      | تمدّد قوة المساعدة الأمنية الدولية في أفغانستان                                              |
| 1777     | 20 سبتمبر 2007 | 15-0-0                                                      | تمديد ولاية بعثة الأمم المتحدة في ليبيريا                                                   |
| 1778     | 25 سبتمبر 2007 | 15-0-0                                                      | تأسيس بعثة الأمم المتحدة في جمهورية أفريقيا الوسطى وتشاد                                    |
| 1779     | 28 سبتمبر 2007 | 15-0-0                                                      | تمدد ولاية لجنة مراقبة العقوبات ضد دارفور، السودان                                          |
| 1780     | 15 أكتوبر 2007 | 15-0-0                                                      | تمدد ولاية بعثة الأمم المتحدة لتحقيق الاستقرار في هايتي                                     |
| 1781     | 15 أكتوبر 2007 | 15-0-0                                                      | تمديد ولاية بعثة مراقبي الأمم المتحدة في جورجيا                                             |
| 1782     | 29 أكتوبر 2007 | 15-0-0                                                      | تجدد العقوبات ضد ساحل العاج                                                                 |
| 1783     | 31 أكتوبر 2007 | 15-0-0                                                      | تمديد ولاية بعثة الأمم المتحدة للاستفتاء في الصحراء الغربية                                 |
| 1784     | 31 أكتوبر 2007 | 15-0-0                                                      | تمديد ولاية بعثة الأمم المتحدة في السودان                                                   |
| 1785     | 21 نوفمبر 2007 | 15-0-0                                                      | تمديد ولاية ألثينا في البوسنة والهرسك                                                       |
| 1786     | 28 نوفمبر 2007 | 15-0-0                                                      | تعيين سيرج براميرتز كمدعي عام للمحكمة الجنائية الدولية ليوغوسلافيا السابقة                  |
| 1787     | 10 ديسمبر 2007 | 15-0-0                                                      | تمديدز فترة المديرية التنفيذية للجنة مكافحة الإرهاب                                         |
| 1788     | 14 ديسمبر 2007 | 15-0-0                                                      | تجدد ولاية قوة الأمم المتحدة لمراقبة فض الاشتباك                                            |
| 1789     | 14 ديسمبر 2007 | 15-0-0                                                      | تمديد ولاية قوة الأمم المتحدة لحفظ السلام في قبرص                                           |
| 1790     | 18 ديسمبر 2007 | 15-0-0                                                      | تمدد ولاية بعثة الأمم المتحدة للمساعدة في العراق                                            |
| 1791     | 19 ديسمبر 2007 | 15-0-0                                                      | تمديد ولاية مكتب الأمم المتحدة المتكامل في بوروندي                                          |
| 1792     | 19 ديسمبر 2007 | 15-0-0                                                      | إطالة حظر الأسلحة وحظر السفر ضد ليبيريا                                                     |
| 1793     | 21 ديسمبر 2007 | 15-0-0                                                      | تمديد ولاية مكتب الأمم المتحدة المتكامل في سيراليون                                         |
| 1794     | 21 ديسمبر 2007 | 15-0-0                                                      | تمدد ولاية بعثة منظمة الأمم المتحدة في جمهورية الكونغو الديمقراطية                          |
| 1795     | 15 يناير 2008  | 15-0-0                                                      | تمديد ولاية عملية الأمم المتحدة في كوت ديفوار وقوات فرنسا                                   |
| 1796     | 23 يناير 2008  | 15-0-0                                                      | تمديد ولاية بعثة الأمم المتحدة في نيبال                                                     |
| 1797     | 30 يناير 2008  | 15-0-0                                                      | الأذن لبعثة منظمة الأمم المتحدة في جمهورية الكونغو الديمقراطية بتنظيم وإجراء انتخابات محلية |
| 1798     | 30 يناير 2008  | 15-0-0                                                      | تمديد ولاية بعثة الأمم المتحدة في إثيوبيا وإريتريا                                          |
| 1799     | 15 فبراير 2008 | 15-0-0                                                      | تجديد العقوبات ضد جمهورية الكونغو الديمقراطية                                               |
| 1800     | 20 فبراير 2008 | 15-0-0                                                      | تعيين قضاة مؤقتين في المحكمة الجنائية الدولية ليوغوسلافيا السابقة                           |